# El Guamo (Tolima)
El Guamo, spesso semplicemente Guamo, è un comune della Colombia facente parte del dipartimento di Tolima.
L'abitato venne fondato da Sebastián de Belalcazar nel 1538.